# Bleekrodea insignis
Bleekrodea insignis är en mullbärsväxtart som beskrevs av Carl Ludwig von Blume. Bleekrodea insignis ingår i släktet Bleekrodea och familjen mullbärsväxter. Inga underarter finns listade i Catalogue of Life.